# Tervarit Oulu
Der FC Tervarit ist ein finnischer Fußball- und Futsalverein aus der nordfinnischen Stadt Oulu.

## Geschichte
Der Klub wurde im November 1994 als Faninitiative als Reaktion auf die angekündigte Auflösung des FC Oulu gegründet und erhielt einen Startplatz in der fünftklassigen Nelonen, der regional niedrigsten Spielklasse. Die Fußballer stiegen schnell in die drittklassige Kakkonen auf, wo sie sich etablierten. Zur Spielzeit 2000 stieg die Mannschaft in die Ykkönen auf, wo sie sich hielt. Nachdem der Verein mit finanziellen Problemen zu kämpfen hatte, suchte er den Schulterschluss mit den Lokalkonkurrenten Oulun Työväen Palloilijat, Oulun Palloseura und Oulun Luistinseura. Nach Ende der Spielzeit 2002, in der die Mannschaft des FC Tervarit in der Abstiegsrunde aufgrund der besseren Tordifferenz gegenüber dem punktgleichen Konkurrenten Närpes Kraft FF direkt die Klasse hielt, bündelten sie die Kräfte und gründeten den AC Oulu als Spitzenmannschaft von Oulu, der den Zweitligaplatz des FC Teravit übernahm. Dieser trat zur Spielzeit 2003 in der Kakkonen an, wohin parallel die Reservemannschaft aufgestiegen war. 2005 verpasste die Mannschaft in der Relegation gegen Lapuan Virkiä den Klassenerhalt. Später rutschte der Klub in die Fünftklassigkeit ab und stellte zeitweise den Spielbetrieb im Erwachsenenbereich ein, so dass vornehmlich nur noch Nachwuchsarbeit betrieben wurde.
Parallel zum Aufschwung im Fußball kam es auch zum Aufschwung im Futsalbereich, wo die Mannschaft lange Zeit in der Futsal-Liiga als höchster Spielklasse antrat. 2003 und 2004 wurde sie jeweils Dritter der finnischen Meisterschaft. In der Spielzeit 2013/14 erreichte sie in der Play-Off-Runde das Endspiel gegen Tampereen Ilves. In der Best-of-Five-Runde gewann der Konkurrent nach drei Siegen vorzeitig den Titel. Die Mannschaft konnte den Erfolg nicht bestätigen und stieg 2017 in die Zweitklassigkeit ab. Dem direkten Wiederaufstieg folgte der erneute Abstieg.

## Persönlichkeiten
- Theo de Jong, ehemaliger Trainer
- Otto Fredrikson, ehemaliger Spieler
- Ismaila Jagne, ehemaliger Spieler
- Otso Liimatta, ehemaliger Spieler
- Juho Mäkelä, ehemaliger Spieler
- Matias Ojala, ehemaliger Spieler
- Patrice Ollo, ehemaliger Spieler
- Brent Sancho, ehemaliger Spieler
- Josephus Yenay, ehemaliger Spieler